# Sutton Heights
Die Sutton Heights sind eine Gruppe von rund 800 m hohen Hügeln im Norden der westantarktischen Alexander-I.-Insel. Sie ragen zwischen den Lassus Mountains und den Debussy Heights auf.
Luftaufnahmen der US-amerikanischen Ronne Antarctic Research Expedition (1947–1948) dienten dem britischen Geographen Derek Searle vom Falkland Islands Dependencies Survey 1959 für die Kartierung. Der British Antarctic Survey (BAS) nahm zwischen 1975 und 1976 Vermessungen vor. Das UK Antarctic Place-Names Committee benannte sie 1980 nach dem britischen Geologen John Sutton (1919–1992) vom Imperial College London, der unter anderem von 1970 bis 1985 dem wissenschaftlichen Beratergremium des BAS angehörte.